# Дорохово (Смоленская область)
Дорохово — деревня в Вяземском районе Смоленской области России. Входит в состав Относовского сельского поселения. Население — 0 человек (2012 год). Жилые дома отсутствуют. Населенный пункт прекратил своё существование.
Расположена в восточной части области в 9 км к северо-западу от Вязьмы, в 8 км севернее автодороги М1 «Беларусь», на берегу реки Бебря. В 12 км южнее деревни расположена железнодорожная станция Гредякино на линии Москва — Минск. 
На сегодняшний день в деревне население отсутствует и дома также отсутствуют. Деревня частично сгорела в результате весеннего пала травы в 2004 году. Затем в результате ещё одного пала сухой травы оставшаяся часть деревни также сгорела. Люди не пострадали, но населенный пункт в силу удаленности от больших дорог восстанавливать не стали. Последним жителем д. Дорохово был В. Тарелкин.

## История
В годы Великой Отечественной войны деревня была оккупирована гитлеровскими войсками в октябре 1941 года, освобождена в марте 1943 года.